# Walter von Cube
Walter von Cube (* 10. Juli 1906 in Stuttgart; † 11. Juni 1984 in Quinten am Walensee, Schweiz) war ein deutscher Journalist. Cube war Herausgeber der Zeitschrift Der Ruf und Chefredakteur und Chefkommentator beim Bayerischen Rundfunk.

## Leben
Walter von Cube stammte aus dem deutsch-baltischen Adelsgeschlecht von Cube. Sein Vater war der bekannte Naturforscher, Arzt und Bergsteiger Felix Alexander von Cube (1876–1964). Er wuchs in Stuttgart und München auf. Nach dem Abitur, das er 1924 absolvierte, begann Cube seine journalistische Ausbildung beim Berliner Tageblatt unter Theodor Wolff und Alfred Kerr. Ab 1929 war er mit Gerta Clason verheiratet. Seine journalistische Tätigkeit stellte er nach der NS-Machtübernahme 1933 ein.
In den folgenden Jahren arbeitete von Cube unter anderem in der Landwirtschaft. Während des Zweiten Weltkriegs geriet er in Kriegsgefangenschaft in Südfrankreich. Dort lernte er Joseph Rovan kennen und erhielt einen Lehrauftrag an der Hochschule für deutsche Kriegsgefangene in Paris. Nach seiner Rückkehr schrieb Walter von Cube 1947 für die Neue Zeitung in München und begann als freier Kommentator bei Radio München. 1948 trat er als Herausgeber der Zeitschrift Der Ruf hervor. Ab 1. März 1948 übernahm er als Chefredakteur die Leitung der Hauptabteilung Politik und Wirtschaft bei Radio München (ab Januar 1949 Bayerischer Rundfunk), gleichzeitig wurde er Chefkommentator. Seine Kommentare zur deutschen Teilung oder zu innenpolitischen Fragen erregten gerade in den 1950er-Jahren deutschlandweite Beachtung und waren Gegenstand kontroverser politischer Debatten. So sprach er sich beispielsweise in einem Rundfunkkommentar gegen die unbegrenzte Aufnahme von Flüchtlingen aus der DDR auf, da nur wenige wirklich politisch verfolgt seien. Dies führte zu starken Protesten und veranlasste Günter Neumann in seiner Kabarettsendung Die Insulaner am 21. September 1950 zu dem Beitrag Offener Brief an Herrn von Cube.
1956 bekleidete er nach dem Tod von Rudolf von Scholtz das Amt des kommissarischen Intendanten. Ein Jahr später wurde er Programmkoordinator für Hörfunk und Fernsehen im Bayerischen Rundfunk (BR). 1960 kandidierte er erfolglos für das Amt des Intendanten. Im selben Jahr wurde er zum Programmdirektor Hörfunk und zum Stellvertreter des Intendanten ernannt. 1972 verließ er nach dem Konflikt um die Novellierung des bayerischen Rundfunkgesetzes den BR und ging in den Ruhestand.
Für seine Tätigkeit erhielt von Cube mehrere Auszeichnungen, darunter 1965 den Bayerischen Verdienstorden.

## Schriften
- Ich bitte um Widerspruch. Fünf Jahre Zeitgeschehen kommentiert, Verlag der Frankfurter Hefte, Frankfurt 1952.
- "Zeitgemäße und zeitwidrige Gedanken", Süddeutscher Verlag, München 1981.